# Bouvetiella
Bouvetiella is een monotypisch geslacht van schimmels uit de klasse Lecanoromycetes. Het bevat alleen Bouvetiella pallida.